# Pierwiastki ósmego okresu
Pierwiastki ósmego okresu – hipotetyczne pierwiastki chemiczne znajdujące się w ósmym okresie (rzędzie) układu okresowego pierwiastków. Rozszerzenie układu okresowego o ósmy okres zostało zaproponowane przez Glenna T. Seaborga w roku 1969.
Ósmy okres może zawierać 50 pierwiastków o liczbach atomowych z zakresu 119-168, spośród których obecnie żaden nie został zsyntetyzowany. Nie wiadomo, czy wszystkie te pierwiastki mogą istnieć.

## Historia
Do tej pory zostały podjęte próby syntezy kilku najlżejszych pierwiastków ósmego okresu: ununennu (Z=119), unbinilu (120), unbibi (122), unbiheksu (126) oraz unbiseptu (127). Żadna z nich dotąd nie została zakończona powodzeniem. Z pomocą akceleratora GANIL we Francji uzyskano jądra złożone unbinilu i unbikwadu (Z=124), które uległy rozszczepieniu z mierzalnym czasem życia. Ponadto pojawiły się doniesienia o odkryciu unbibi w naturze, wyników tych jednak nie potwierdzają późniejsze, bardziej precyzyjne badania.

## Koniec układu okresowego
Przewiduje się, że żaden pierwiastek ósmego okresu nie ma stabilnych izotopów, jednak hipoteza tzw. wyspy stabilności wskazuje, że pierwiastki superciężkie o liczbach atomowych bliskich 120 lub 126 mogą mieć izotopy o podwyższonej trwałości. Nie są znane granice trwałości ciężkich jąder atomowych i nie wiadomo, gdzie znajduje się koniec układu okresowego. Modele przewidują różne wartości liczby atomowej, która wyznacza koniec układu okresowego, wskazywane były m.in. wartości Z = 155 i 172. Obserwowane trudności w syntezie jąder pierwiastków superciężkich wskazują, że koniec może wyznaczać pierwiastek o Z = 128 (unbioctium).

## Przewidywane właściwości
Jeżeli okaże się, że pierwiastki ósmego okresu mają izotopy dostatecznie trwałe, aby można było zbadać ich właściwości chemiczne, to mogą one okazać się zupełnie niezgodne z prawem okresowości, ze względu na bliskość energii orbitali 5g, 6f i 7d. W konsekwencji pierwiastki mające elektrony walencyjne na tych podpowłokach mogą mieć bardzo zbliżone właściwości chemiczne, ich rzeczywista konfiguracja elektronowa jest trudna do przewidzenia, a właściwe położenie w układzie okresowym jest niepewne.
Ponadto dla liczby atomowej Z = 137 zarówno nierelatywistyczny model atomu Bohra, jak też relatywistyczne równanie Diraca napotykają na trudności, związane odpowiednio z ograniczeniem prędkości elektronów przez prędkość światła w próżni i energią stanu podstawowego atomu. Bardziej precyzyjne rachunki, uwzględniające skończone rozmiary jąder, wskazują jednak, że model relatywistyczny załamuje się dopiero przy Z = 173.